# 肉孜·吐尔迪
肉孜·吐尔迪（1921年6月—1982年7月24日）维吾尔族，新疆吐鲁番人。中华人民共和国官员，中共九至十一届候补中央委员。

## 生平
肉孜·吐尔迪是初小文化。1952年5月，肉孜·吐尔迪加入中国共产党。1953年11月参加工作，在新疆吐鲁番县人民法院任职。1955年11月，任新疆维吾尔自治区吐鲁番县五星生产大队供销社门市部主任。1958年10月，任吐鲁番县五星公社社长。1966年5月至1967年1月，任中共吐鲁番县委委员。1969年9月，任吐鲁番县革命委员会主任、党的核心小组组长。1971年3月，任中共吐鲁番县委书记、吐鲁番县革命委员会副主任。1975年12月，任吐鲁番县革命委员会副主任。1976年10月，任吐鲁番县革命委员会主任。1978年2月，任吐鲁番地区行署顾问。肉孜·吐尔迪是中共九至十一届候补中央委员。1982年7月24日，肉孜·吐尔迪在乌鲁木齐逝世。